# Серафим Полубес и другие жители Земли
«Серафим Полубес и другие жители Земли» — художественный фильм режиссёра Виктора Прохорова.

## Сюжет
Для отбора картин художника-самородка Серафима Полубеса на выставку в Париже из Москвы командирован преуспевающий эксперт-искусствовед Никита Завьялов (Родион Нахапетов). Никита очень не хотел ехать в командировку в эту глухомань, но и оставаться в Москве, где ему предстояло в очередной раз идти с иностранцами в Большой театр, ему тоже не хотелось.
Приехав в деревню, где живёт Серафим Полубес (Эдуард Бочаров), Завьялов видит красоты природы, видит удивительные и наивные картины Полубеса. А ещё он встречает Дашу (Дарья Михайлова), и внезапно вспыхивает чувство. Встреча с незаурядным человеком духовно обогащает Никиту Завьялова, заставляет его задуматься и изменить свою жизнь.

## В ролях
- Родион Нахапетов — эксперт Никита Завьялов
- Эдуард Бочаров — Серафим Полубес
- Дарья Михайлова — Даша
- Нина Меньшикова — Марфа
- Игорь Нефёдов — Николай
- Фёкла Толстая — Катя
- Владимир Самойлов — Яков
- Рита Гладунко
- Тамара Логинова — Анна Павловна
- Елена Михайлова

## Съёмочная группа
- Режиссёр-постановщик: Прохоров, Виктор Сергеевич
- Сценарист: Александров, Александр Леонардович
- Оператор-постановщик: Лебешев, Павел Тимофеевич
- Композитор: Рыбников, Алексей Львович
- Художник: Кусакова, Людмила Михайловна

В фильме использованы картины самодеятельных художников Ивана Селиванова и Павла Леонова.